# Torre de Binifadet
La torre de Binifadet és una torre de defensa del segle XIV al municipi de Sant Lluís, Menorca.
La torre de Binifadet es conserva en molt bon estat. És de planta quadrada de sis metres de costat tretze metres d'alçada, amb gruixudes parets de maçoneria ordinària, coronada la seva terrassa superior per un matacà que l'envolta totalment, recolzat en mènsules triangulars. La volta del pis superior la formen quatre plements separats per altres punts nervis que convergeixen en la clau. La porta original va haver de quedar oculta en adossar-se la casa a la torre.
Va ser la referència que es va prendre per projectar els carrers de Sant Lluís el gener del 1762. Amb un cordill a partir d'aquesta torre es van fer els quatre carrers principals i cinc travessies.
El conjunt està catalogat com a monument històric i ha estat inscrit al registre cultural de Béns d'Interès amb el RI-51-0008585.  Actualment, la torre forma part d'una residència privada.